# Sithu Kyawhtin (Taungû)
Pour le dernier roi d'Ava (1552—1555), voir Sithu Kyawhtin.
Sithu Kyawthin (birman စည်သူကျော်ထင်) est un général birman du royaume d'Ava, gouverneur de Taungû de 1470 à 1481 et grand-père de Mingyinyo, fondateur de la dynastie Taungû.
En 1470, le roi Thihathura d'Ava chargea son général Sithu Kyawhtin de réprimer une rébellion de Taungû, qui s'était soulevée et avait appelé à son aide les môns du royaume d'Hanthawaddy. Accompagné de deux des fils du roi, Sithu Kyawhtin conduisit l'armée contre la ville et remporta la victoire. Les princes conduisirent le gouverneur rebelle à Ava et laissèrent Sithu Kyawhtin à la tête de la province. Sithu Kyawhtin se comporta bientôt en roi dans cette région reculée. En 1476, il agrandit Taungû, suscitant les soupçons de certains ministres à Ava. Quand cette nouvelle parvint aux oreilles du roi, Sithu Kyawhtin se laissa traîner à Ava par les cheveux, manière humiliante d'affirmer son obéissance et sa loyauté au roi.
En 1480, Thihathura mourut et le trône passa à son fils aîné Minkhaung II. Ses deux frères se rebellèrent aussitôt contre lui. Minkhaung II ordonna à Sithu Kyawhtin d'attaquer Yamethin, ville de son frère Minyekyawswa. Sithu Kyawhtin marcha contre Yamethin et attaqua Minyekyawswa sans attendre les renforts d'Ava. Il refoula la première sortie des assiégés mais ses troupes furent défaites lors de la seconde et lui-même tué dans la bataille.
Son fils aîné Min Sithu lui succéda. Sithu Kyawhtin avait également deux filles, dont l'aînée Min Hla Nyet fut la mère de Mingyinyo, fondateur de la dynastie Taungû.